# Kimiko (illustratrice)
 (janvier 2024).
Si vous disposez d'ouvrages ou d'articles de référence ou si vous connaissez des sites web de qualité traitant du thème abordé ici, merci de compléter l'article en donnant les références utiles à sa vérifiabilité et en les liant à la section « Notes et références ».
Pour l’article homonyme, voir Kimiko.
Kimiko est une auteure pour la jeunesse et illustratrice française née en 1963, active en France.

## Biographie
Née d'une mère japonaise et d'un père français, Kimiko suit des études de stylisme à Tokyo, puis elle travaille pour une maison de haute couture à Paris avant de quitter la mode pour réaliser des livres pour enfants. 
La plupart de ses livres sont publiés à L'École des loisirs.

## Publications
Source : site de L'École des loisirs. 

### Comme auteure-illustratrice
- Grodino, 1993.
- Série des Popo :
  - Au dodo, Popo !, 1993 ;
  - Joyeux Noël, Popo !, 1993 ;
  - Sacré bonhomme de neige !, 1993 ;
  - Coucou, Popo !, 1993 ;
  - Vive Popo !, 1994 ;
  - Attention Popo !, 1994 ;
  - Atchoum, Popo !, 1995 ;
- Je m'appelle Lulu, 1994.
- C'est moi, Bobo, 1994.
- Doudou, 1994, prix Bernard Versele 1996.
- Série Au lit :
  - Au lit, Lila !, 1999 ;
  - Au lit, Doudou !, 2000 ;
  - Au lit, maman !, 2001 ;
  - Au lit, petit bébé !, 2002 ;
  - Au lit, papa !, 2004.
- Kenji et les crottes bleues, 1999.
- Toute petite souris, 2000.
- Le Petit chaperon rouge, 2001, livre sélectionné par le ministère de l'Éducation nationale.
- Les Trois petits cochons, 2001.
- Deux sœurs, 2001.
- Où es-tu Tako ?, 2002.
- Boucle d'or et les trois ours, 2002, livre sélectionné par le ministère de l'Éducation nationale.
- Le vilain petit canard, 2002, livre sélectionné par le ministère de l'Éducation nationale.
- Hansel et Gretel, 2003, livre sélectionné par le ministère de l'Éducation nationale.
- La Princesse eu petit pois, 2003.
- Qui est-tu ?, 2003.
- Maman ballon, 2003.
- Coucou Père Noël !, 2003.
- Le Chat Botté.
- Série Nao :
  - Nao, 2005 ;
  - La Glace de Nao, 2006 ;
  - Nao est en colère, 2007 ;
  - Nao magicienne, 2008.
- La petite sirène, 2005.
- La petite poule rousse, 2005.
- Cendrillon, 2005.
- Un cadeau exceptionnel, 2006, livre kamishibaï.
- Dans les bois, 2007.
- Un pique-nique très réussi, 2007, livre kamishibaï.
- Et le loup mangea la princesse, 2008.
- Chantons sous la pluie, 2008.
- La nuit, 2008.
- La Belle au bois dormant, 2009.
- Le loup et les 7 cabris, 2009.
- Qui m'a fait ce bisou ?, 2009.
- Lune, 2009.
- 1 chien coquin, 2010.
- Série Croque-Bisous :
  - Croque-Bisous, 2010 ;
  - Les Amis de Croque-Bisous, 2011 ;
  - Pas de bisous pour Croque-Bisous, 2012 ;
  - Hou ! Hou ! Croque-Bisous !, 2013 ;
  - Tu joues Croque-Bisous ?, 2015.
- 365 bisous, 2011.
- Le Goûter, une histoire à colorier, 2011
- Maximots, 2012.
- Le Grand méchant loup et le petit chaperon rouge, 2013.
- Théo météo, 2013.
- Hansel le gourmand et Gretel la courageuse, 2014.
- Un jour à la mer, 2015.

### Comme auteure
- Iloveyou, illustrations de Grégoire Solotareff, 2005.
- La série des Minusculette, illustrations de Christine Davenier

### Comme illustratrice
- La Chambre de Vincent, textes de Grégoire Solotareff, 1999.
- La Princesse aux grands pieds, textes d'Élisabeth Motsch, 1999.
- Mister Ka et la cave aux mystères, textes d'Élisabeth Motsch, 2000.
- Les Poussières à la plage, textes de Marie-Sophie Vermot, 2000.
- Fais pas le clown, papa !, textes de Valérie Zenatti, 2001.
- Comme le soleil, textes de Jérôme Lambert, 2006.
- Le Neuvième métro, textes de Louis Muratet, 2007.
- Mister Ka et le squelette inca, textes d'Élisabeth Motsch, 2009.
- Charlie sans-amis, textes de Grégoire Solotareff, 2011.
- Les Fées, les ours et moi, Kéthévane Davrichewy, 2012.